# Michael Olsson
Michael Olsson (4 de març de 1986) és un ciclista suec, que fou professional des del 2006 al 2015. Del seu palmarès destaca els dos campionats nacionals en ruta.

## Palmarès
- 2012
  - Vencedor d'una etapa del Tour de Normandia
- 2013
  -  Campió de Suècia en ruta
- 2014
  -  Campió de Suècia en ruta